# Gryllacris tessellata
Gryllacris tessellata är en insektsart som först beskrevs av Dru Drury 1773.  Gryllacris tessellata ingår i släktet Gryllacris och familjen Gryllacrididae. Inga underarter finns listade i Catalogue of Life.